# Adenovirus
Adenovirusi su virusi iz porodice Adenoviridae. To su DNK virusi srednje veličine, sa linearnom dvolančanom DNK i pripadaju I grupi virusa. Sazrevanje i oblikovanje se odvija u jedru ćelije domaćina. Između 4 i 5% svih respiratornih bolesti je uzrokovano ovim virusima. Tip 3 uzrokuje akutnu faringokonjunktivalnu groznicu kod veće dece i odraslih. Akutna respiratorna bolest je najčešće uzrokovana tipovima 4 i 7. Osim ovih infekcija adenovirusi mogu uzrokovati virusnu upalu pluća, folikularnu upalu konjunktive oka i epidemijsku upalu rožnjače i konjunktive oka.

## Način prenošenja
Glavni rezervoar ovih virusa je čovek. Prenose se kapljičnim putem, direktnim kontaktom i fekooralnim putem.

## Patološki (medicinski) značaj
- Eksudativni faringitis (virusna angina) - Kod ove bolesti preovladava upala ždrela i tonzila (krajnika), slično kao kod gnojne angine. Razlika između virusne i gnojne angine, osim u uzročniku (u drugom slučaju uzročnik je bakterija), postoji i u kliničkoj slici. Sluzokoža ždrela je crvena ali ne jarkocrvena kao kod gnojne angine, eksudat nije gnojav nego sluzav, a regionalni limfni čvorovi nisu izrazito bolni. Osim toga, obično su kod virusne angine izraženi i drugi kataralni simptomi (sekret iz nosa, upala konjunktive oka itd.).
- Akutna respiratorna bolest (ARB) - Akutnu respiratornu bolest je ponekad teško razlikovati od gripa. Bolest se može širiti vazduhom, vodom i direktnim kontaktom. ARB se karakteriše umorom, temperaturom, groznicom i glavoboljom. Glavna razlika je ta što su kataralni simptomi kod akutne respiratorne bolesti, ukoliko se pojave, prisutni od samog početka bolesti. Kod tipične epidemije koja je ograničena na ukućane ili vrtić, bolesnici imaju samo povišenu temperaturu i nemaju lokalne simptome, zatim su tu osobe s upalom ždrela, bronhitisom, pa sve do virusne upale pluća. Moguć je i razvoj sekundarne bakterijske infekcije ali ipak ređe nego kod gripa.
- Faringokonjunktivalna groznica - Ova adenovirusna bolest karakteriše se trijasom temperature, faringitisom i konjunktivitisom. Više od 50% bolesnika ima sve tri komponente bolesti, dok ostatak ima jednu ili dve. Konjunktivitis je u početku obično jednostran i može potrajati do dve nedelje, dok se ostali simptomi uglavnom povuku za sedam dana.
- Akutni bronhiolitis - Bolest dece do prve godine života. Otežano disanje (dispneja), kašalj, zviždanje u grudima i produženi ekspirijum su glavni simptomi koji se obično javljaju dan-dva nakon simptoma upale gornjeg respiratornog trakta (sekrecija iz nosa). Respiratorni poremećaji dovode do smanjene koncentracije kiseonika u krvi i tkivima (hipoksija) i cijanoze, koje ako duže potraju mogu dovesti do smrti.
- Akutni infekciozni laringotraheobronhitis – Karakteriše se upalom grkljana, dušnika i bronhija s izlučivanjem gustog, žilavog i lepljivog sekreta. Najčešće pogađa decu do druge godine života, a dete će bolest teže podnositi ako je mlađe. Bolest može početi naglo sa povišenom temperaturom i simptomima krupa (kašalj poput laveža psa, stridorozno, otežano disanje i promuklost), ili češće nakon simptoma upale gornjeg respiratornog trakta. Zbog gustog sekreta u bronhijama, koje dete ne može iskašljati, može doći do hipoksije i cijanoze, upala ili kolapsa delova pluća, a često može doći i do ugušenja.

## Dijagnoza
Adenovirusi se izoluju iz brisa nazofarinksa, aspirata bronha, brisa konjunktive, rektalnog brisa, stolice, urina, likvora. Identifikuju se direktnom detekcijom i serološkim testovima: ELISA, RIH, RVK, imunflorescencija, IM, PCR.

## Lečenje
Lečenje se zasniva na mirovanju i primeni lekova i sredstava za ublažavanje opštih simptoma (obaranje povišene temperature, ublažavanje bolova, topli napici itd.) i sredstava za smirivanje kataralnih simptoma (kapi za nos, sredstva za olakšavanje iskašljavanja). Ipak kliničke manifestacije kao bronhiolitis i laringotraheobronhitis zahtevaju, u većini slučajeva, pregled i mišljenje specijaliste i lečenje u bolnici. Upotreba antibiotika indikovana je samo u slučajevima kada je dokazana bakterijska superinfekcija. U većini slučajeva oporavak je brz i bez trajnih posledica, posebno kod veće dece i odraslih. Bronhiolitis ima smrtnost od ispod 1% ukoliko se adekvatno leči. Laringotraheobronhitis je najteža i najopasnija manifestacija respiratornih infekcija u dece, jer je smrtnost čak do 20%.

## Literatura
- Stetoskop-info: Adenovirusi